# Tracy Goddard
Tracy Goddard (nach Heirat Joseph; * 29. November 1969) ist eine ehemalige britische Sprinterin.
In der 4-mal-400-Meter-Staffel gewann sie zwei Medaillen bei internationalen Großereignissen: Bronze mit der britischen Mannschaft bei den Leichtathletik-Weltmeisterschaften 1993 in Stuttgart und Gold mit der englischen Mannschaft bei den Commonwealth Games 1994 in Victoria.
Tracy Goddard startete für den Basingstoke and Mid Hants Athletics Club.

## Persönliche Bestleistungen
- 200 m: 23,59 s, 19. Juli 1997, Birmingham
- 400 m: 53,23 s, 15. Juni 1991, Dijon
  - Halle: 53,72 s, 26. Februar 1994, Birmingham
- Weitsprung: 6,39 m, 27. Juni 1998, Cork
- Siebenkampf: 5339 Punkte, 4. August 1996, Enfield